# Jan Sýkora
Jan Sýkora (Plzeň, 29 de diciembre de 1993) es un futbolista checo que juega como centrocampista. Ha sido internacional por su país y juega en el S. K. Sigma Olomouc de la Liga de Fútbol de la República Checa.

## Carrera

### Comienzos
Criado en la cantera del Sparta Praga, nunca llegó a debutar en el primer equipo a pesar de formar parte de la plantilla, que lo cedió al Football Club Zbrojovka Brno en la temporada 2014-15

### Slovan Liberec
En la temporada 2015-16 ficha por el Slovan Liberec donde solamente estará una temporada y media. En la primera jornada de la fase de grupos, marcó el gol más rápido de la historia de la Liga Europa de la UEFA, consiguiéndolo a los 10 segundos y 9 décimas ante el Qarabag Agdam.

### Slavia Praga
Al fichar por el Slavia de Praga se convirtió en el fichaje más caro de la historia del fútbol checo. Ganó la Liga y la Copa y a pesar de renovar por otros cuatro años cuando apenas llevaba algo menos de dos, acabó recalando en el Lech Poznaň polaco. Además, sus últimas temporadas estuvo cedido en el Slovan Liberec y el FK Jablonec debido a la competencia en el club praguense.

### Lech Poznaň
El Lech Poznaň se hizo con sus servicios tras pagar algo más de un millón de euros. Eso le convirtió en el fichaje más caro de la historia del club polaco.
A inicios de la temporada 2021-22 fue cedido al Viktoria Plzeň por una temporada. Tras la misma se quedó en el club, ya en propiedad.
El 3 de enero de 2025 fichó por el S. K. Sigma Olomouc para lo que restaba de campaña con opción a continuar dos más.

## Palmarés

### Títulos nacionales
| Título                     | Club                 | País            | Año     |
| -------------------------- | -------------------- | --------------- | ------- |
| Liga Checa de Fútbol       | Slavia Praga         | República Checa | 2016-17 |
| Copa de la República Checa | Slavia Praga         | República Checa | 2017-18 |
| Liga Checa de Fútbol       | Slavia Praga         | República Checa | 2018-19 |
| Copa de la República Checa | Slavia Praga         | República Checa | 2018-19 |
| Liga Checa de Fútbol       | F. C. Viktoria Plzeň | República Checa | 2021-22 |
| Copa de la República Checa | S. K. Sigma Olomouc  | República Checa | 2024-25 |